# Francesca Gosselin Del Pozo
 (mai 2012).

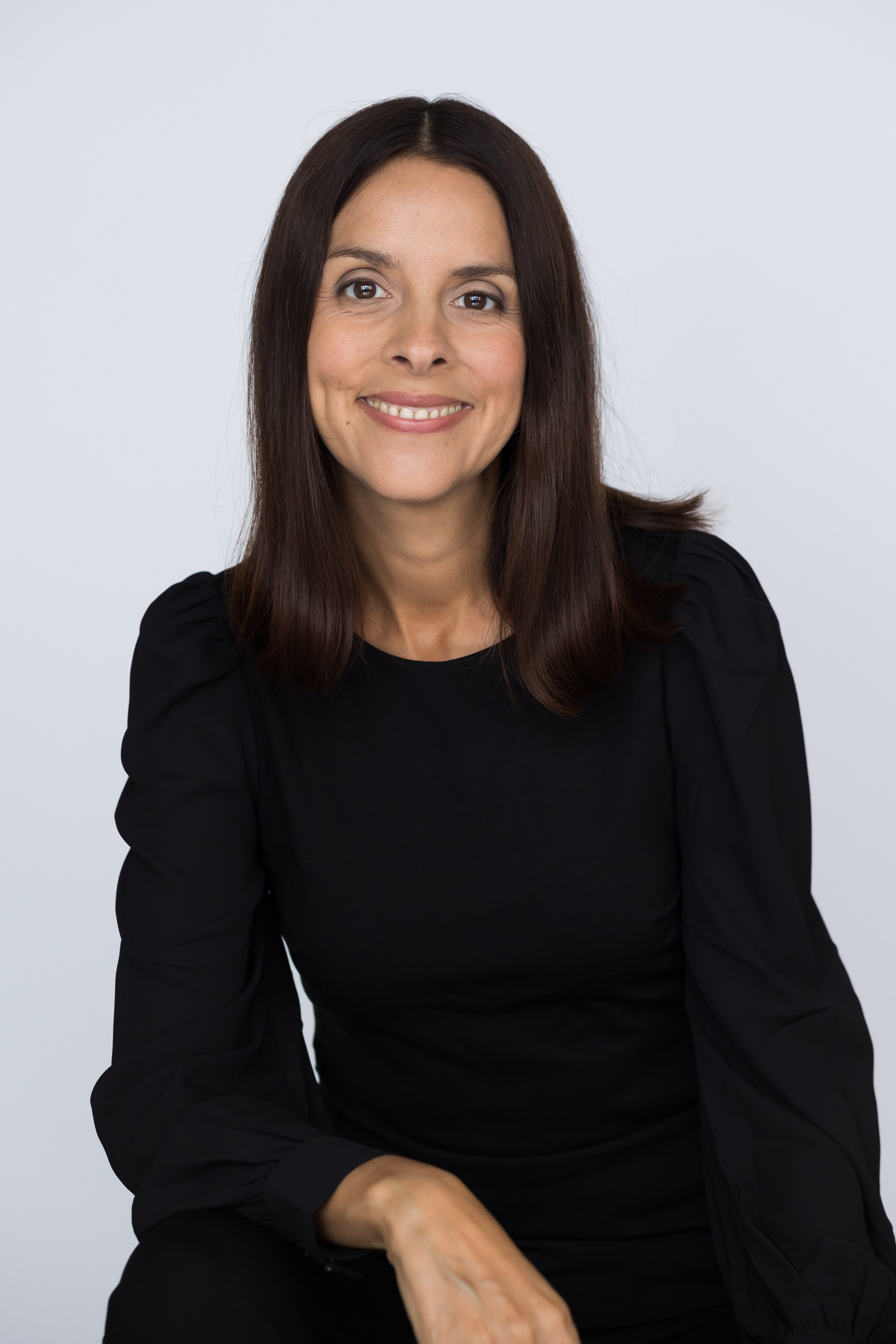
Crédit: Marili Clark 2022

Francesca Gosselin est une actrice, metteuse en scène et traductrice québécoise née le 2 février 1977.

## Télévision
- 2021: Double vie réalisé par Gabriel Allard: Chantal
- 2022: Portrait-Robot saison 2 réalisé par Alexis Durand-Brault: Policière
- 2022: Ghosts saison 2 réalisé par Trent O'Donnell : Ulster worker
- 2023: Bellefleur réalisé par Jeanne Leblanc: Martine

## Filmographie

### Cinéma
- 2013: Discopathe de Renaud Gauthier et Marie-Claire Lalonde : Mère de Mélanie Champagne
- 2016: Morceaux d'une vie réalisé par Karan Singh: Sophie

## Théâtre

### Comédienne
- 2006 : Léonie est en avance de Georges Feydeau : Clémence
- 2007 : Ma couleur est verte de Marilda Carvahlo : Cindy
- 2008 : Trois histoires de mer de Mariana de Althaus : Joséfina
- 2014 : Léonie est en avance de Georges Feydeau : Léonie

### Mise en scène
- 2006 : Léonie est en avance de Georges Feydeau
- 2007 : Bruit de Mariana de Althaus
- 2014 : Léonie est en avance de Georges Feydeau

### Traduction
- 2006 : Sur le bord de Mariana de Althaus
- 2007 : Bruit de Mariana de Althaus
- 2008 : Trois histoires de mer de Mariana de Althaus